# Hyadesia alexi
Hyadesia alexi is een mijtensoort uit de familie van de Hyadesiidae. De wetenschappelijke naam van de soort is voor het eerst geldig gepubliceerd in 2003 door Marshall & Chown.